# Contea di Duval (Florida)
La contea di Duval (in inglese Duval County) è una contea situata nello stato USA della Florida. Secondo il censimento del 2000, la popolazione è di 778 879 abitanti. Il suo capoluogo di contea è Jacksonville.

## Geografia fisica
La contea si trova nel nord-est dello Stato e si affaccia a est sull'oceano Atlantico. Secondo lo United States Census Bureau, la contea ha un'area totale di 2378 km² (918 mi²). 2004 km² (774 mi²) sono di terra e 374 km² (145 mi²) d'acqua. L'area totale è del 15,74% d'acqua. La topografia è generalmente pianura costiera, comunque attraverso la contea c'è una predominanza di dolci colline. Le colline ripide si trovano ad Arlington.
Si tratta di una contea prevalentemente urbana e caratterizzata da un’atmosfera metropolitana. Le città di Neptune Beach, Atlantic Beach e Jacksonville Beach sono le principali località costiere lungo il litorale. Queste città offrono numerosi accessi pubblici alla spiaggia e una vasta gamma di attività legate al mare. Il fiume St. Johns scorre nella parte interna della contea. La costa di Jacksonville è composta principalmente da litorali sabbiosi e spiagge.
Nella contea si trova la prima colonia francese in Nord America, Fort Caroline.

### Contee confinanti
- Contea di Nassau - nord
- Contea di St. Johns - sud-est
- Contea di Clay - sud-ovest
- Contea di Baker - ovest

## Storia
La contea di Duval fu creata nel 1822 e fu chiamata così in onore di William Pope DuVal, governatore territoriale della Florida dal 1822 al 1834. Quando la Duval County fu creata copriva un'ampia area. Il 1º ottobre 1968, il governo della contea di Duval County fu fuso con quello di Jacksonville, sebbene le città di Atlantic Beach, Baldwin, Jacksonville Beach e Neptune Beach non fossero incluse nei confini di Jacksonville. All'inizio degli anni novanta queste tre città costiere tentarono di formare la Contea di Ocean, ma l'idea alla fine fu abbandonata.

## Società

### Evoluzione demografica
Secondo il censimento del 2000, ci sono 778 879 abitanti, 303 747 persone che vivono nella stessa casa e 201.688 famiglie residenti nella contea. La densità di popolazione è di 1 007/km² (389/mi²). Ci sono 329 778 unità abitative per una densità media di 426/km² (165/mi²). La composizione razziale della contea è del 65,8% bianchi, 27,83% afroamericani, 0,33% nativi americani, 2,71% asiatici, 0,06% Isolani del Pacifico, 1,31% di altre razze e 1,96% di due o più razze. Il 4,1% della popolazione è ispanica o latina di qualsiasi razza.
Ci sono 303 747 persone che vivono nella stessa casa di cui il 33,3% ha bambini al di sotto dei 18 anni che vivono con loro, 46,5% sono coppie sposate che vivono insieme, 15,6% hanno un capofamiglia femmina senza marito presente e il 33,6% non sono considerate famiglie. Il 26,5% di tutte le persone che vivono nella stessa casa è composto da singoli individui e il 7,8% è composto da persone che vivono da sole e hanno dai 65 anni in su. La misura media di una casa in cui vivono più persone è 2,51 e la misura media di una famiglia è 3,06.
Nella contea la popolazione è distribuita con il 26,3% al di sotto dei 18 anni, 9,6% dai 18 ai 24, 32,4% dai 25 ai 44, 21,2% dai 45 ai 64 e 10,5% dai 65 anni in su. L'età media è di 34 anni. Per ogni 100 femmine ci sono 94,2 maschi. Per ogni 100 femmine dai 18 anni in su ci sono 90,9 maschi.
Il reddito medio per un gruppo di persone che vivono nella stessa casa nella contea è di 40703 $ e il reddito medio per una famiglia è di 47689 $. I maschi hanno un reddito medio di 32954 $ contro i 26015 $ per le femmine. Il reddito pro capite per la contea è di 20753 $. L'11,9% della popolazione e il 9,2% delle famiglie sono al di sotto del livello di povertà. Tra la popolazione totale, 16,4% di quelli al di sotto dei 18 anni e 11,6% di quelli dai 65 anni in su vivono al di sotto del livello di povertà.

## Comuni
- Atlantic Beach - city
- Baldwin - town
- Jacksonville (capoluogo) - city
- Jacksonville Beach - city
- Neptune Beach - city

## Politica
| Anno | Repubblicani | Democratici | Altri |
| ---- | ------------ | ----------- | ----- |
| 2004 | 57,8%        | 41,6%       | 0,6%  |
| 2000 | 57,5%        | 40,7%       | 1,7%  |
| 1996 | 50%          | 44,2%       | 5,9%  |
| 1992 | 49,5%        | 36,9%       | 13,7% |
| 1988 | 62,8%        | 36,7%       | 0,5%  |